# Apple CarPlay
CarPlay est une version embarquée d'iOS pour les véhicules. Elle permet d'obtenir des itinéraires, passer des appels, échanger des messages, écouter de la musique et utiliser Siri directement sur le tableau de bord de la voiture.
Initialement présenté à la WWDC de juin 2013, Apple changea le nom d'iOS on the car lors du Salon international de l'automobile de Genève le 3 mars 2014, pour CarPlay. C'est également l'occasion pour l'entreprise d'annoncer le portage de CarPlay sur certains modèles de grandes marques.
iOS 7.1 ou supérieur est nécessaire pour faire fonctionner CarPlay.
D'après Apple, 79 % des automobilistes américains considèrent que la présence de CarPlay est un critère de choix pour leur future voiture. Apple CarPlay serait par ailleurs présent dans 98 % des voitures sur le marché américain.

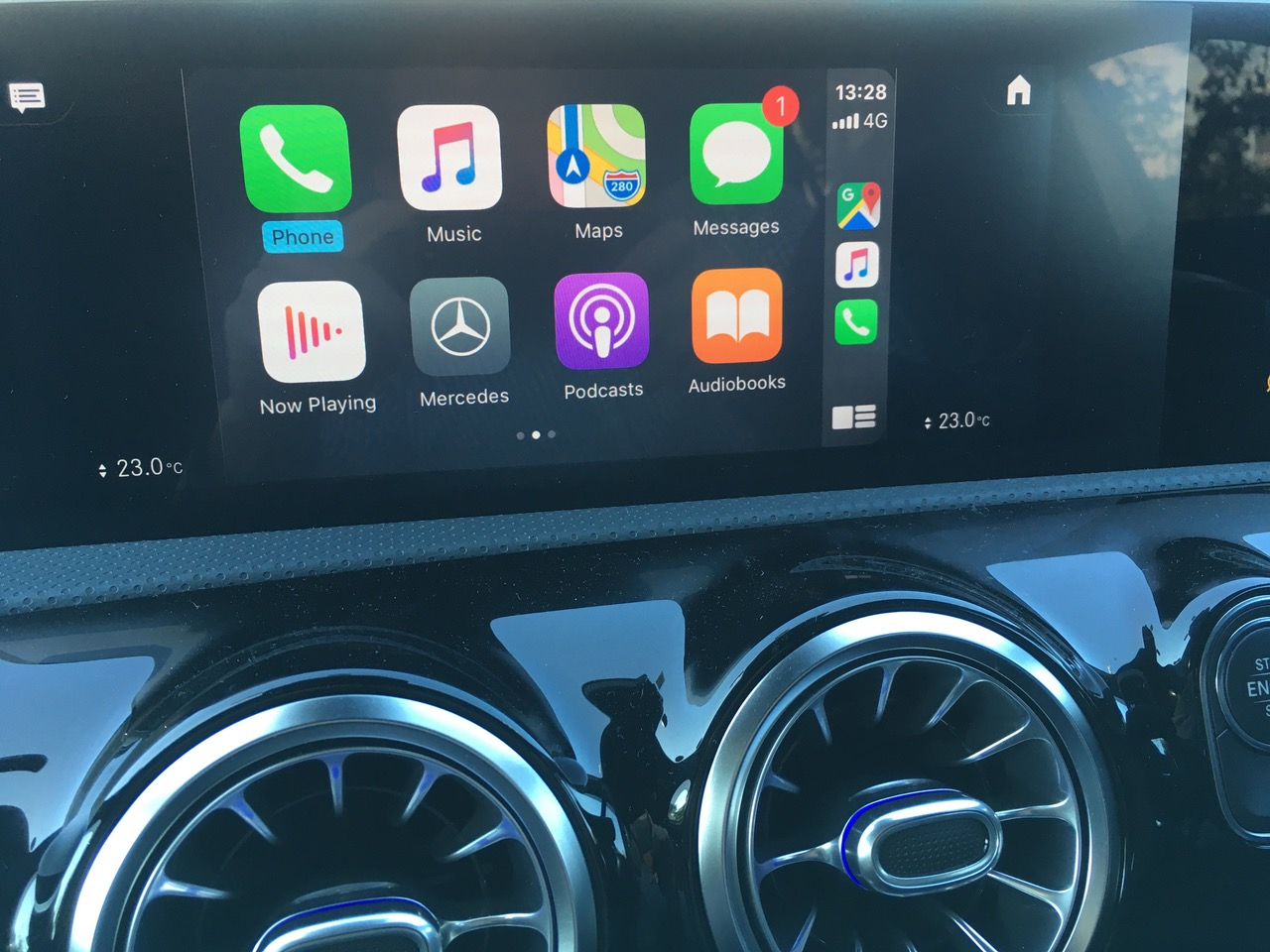

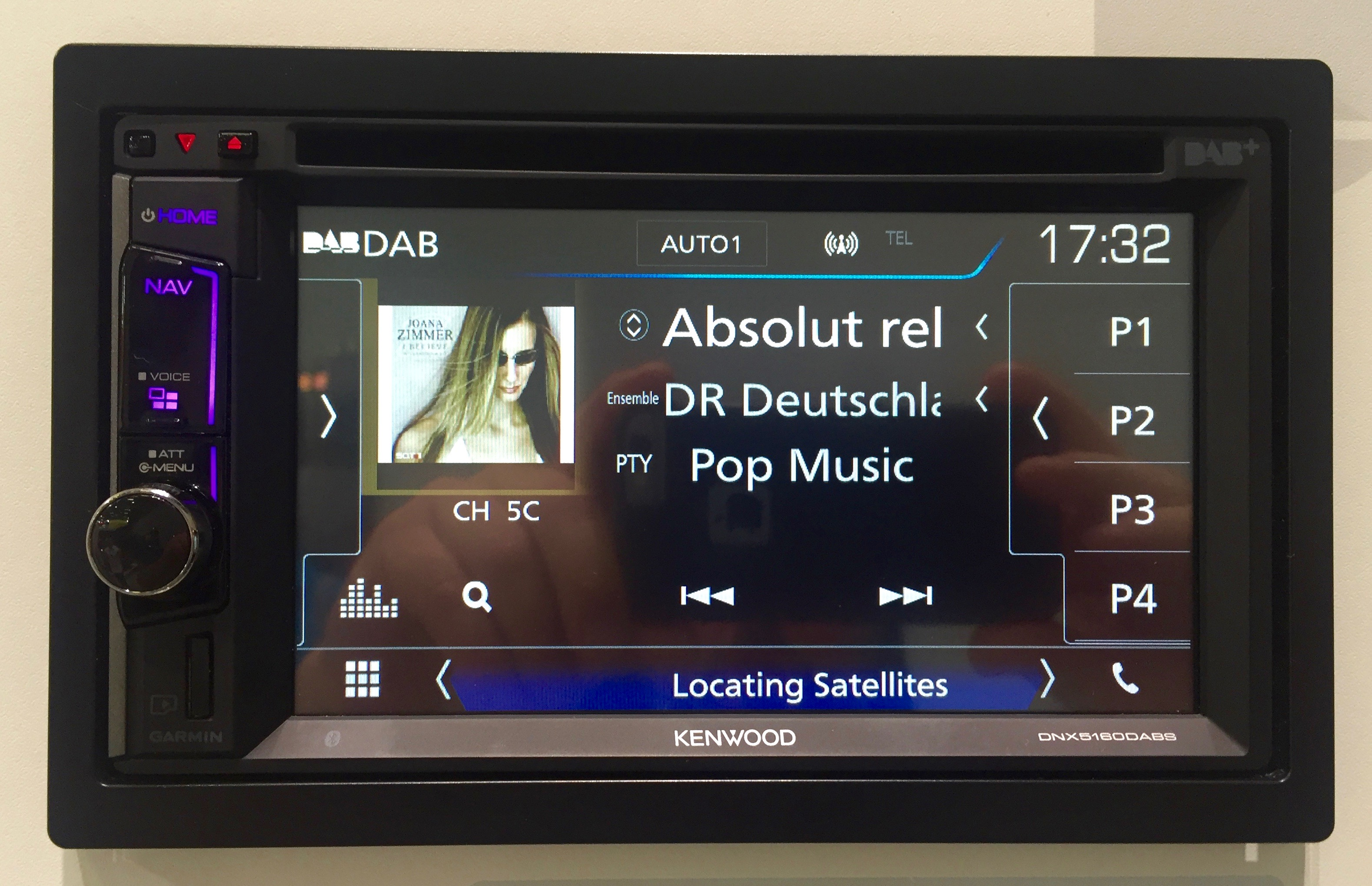
Récepteur DAB+/AM/FM/LW/CD/DVD/USB/microSDHC/GPS/Bluetooth/CarPlay/AndroidAuto

## Fonctionnalités
Les applications préinstallées de CarPlay sont :
- Téléphone
- Apple Music
- Apple Plans
- Calendrier
- Messages
- Livres audio (inclut dans Livres)
- Podcasts
- Réglages
- News

Les développeurs doivent demander une autorisation auprès d'Apple pour développer des applications compatibles avec CarPlay. Pour utiliser CarPlay, il est nécessaire de brancher sur un véhicule compatible un iPhone avec connecteur Lightning ou de s'y connecter par Bluetooth.

### Applications tierces
Il est possible d’installer des applications tierces depuis l’App Store.
- Deezer
- Pandora
- Spotify
- WhatsApp
- Waze
- Google Maps

## Compatibilité
CarPlay est compatible avec les appareils sous iOS 7.1 et versions supérieures possédant un connecteur Lightning (depuis l'iPhone 5 et supérieur) et sur certains modèles de ces grandes marques.
- Abarth
- Acura
- Alfa Romeo
- Aston Martin
- Audi[3]
- BMW
- Borgward
- Buick
- Cadillac
- Chery
- Chevrolet
- Chrysler
- Cowin Auto
- Dacia
- Dodge
- DS
- Ferrari (2014)
- Fiat
- Ford[4]
- GMC
- Haima
- Haval
- Holden
- Honda (2014)
- Hyundai (2014) - Genesis
- Jaguar
- Jeep
- KIA
- Lamborghini
- Land Rover
- Lexus
- Lifan
- Lincoln
- Mazda
- Mercedes-Benz (2014)
- MG
- Mini
- Mitsubishi
- Nissan
- Opel
- Peugeot - Citroën
- Porsche
- Qoros
- RAM
- Renault
- Roewe
- Seat
- Skoda
- Subaru
- Suzuki
- Tata
- Toyota[5]
- Volkswagen[6]

- Vauxhall
- Volvo (2014)

Et sur certains produits d'Alpine et de Pioneer.